# Thanatus striatus
Thanatus striatus là một loài nhện trong họ Philodromidae.
Loài này thuộc chi Thanatus. Thanatus striatus được Carl Ludwig Koch miêu tả năm 1845.